# Anomis sublineata
Anomis sublineata är en fjärilsart som beskrevs av Walker 1869. Anomis sublineata ingår i släktet Anomis och familjen nattflyn. Inga underarter finns listade i Catalogue of Life.